# 收率
收率（yield 或percent yield）或稱作反應收率、也稱產率，一般用於化學及工業生產，是指在化學反應或相關的化學工業生產中，投入单位数量原料获得的实际生产的产品产量与理论计算的产品产量的比值。同樣的一個化學反應在不同的氣壓、溫度下會有不同的收率。一般而言，收率在90%以上是很高的收率，75%以上是不錯的收率，60%左右是一般的收率，30%以下是很低的收率。化工系之主題圍繞產率。